# Eduard Erdmann
Pour les articles homonymes, voir Erdmann.
Eduard Erdmann est un pianiste et compositeur germano-balte né à Cēsis en Livonie le 5 mars 1896 et mort le 21 juin 1958 à Hambourg.

## Biographie
Il étudie à Riga, puis à Berlin, où il travaille le piano avec Conrad Ansorge et la composition avec Heinz Tiessen. Entre 1925 et 1935, il est professeur au Conservatoire de Cologne. Il reste en Allemagne pendant la Seconde Guerre mondiale, mais il est boycotté par le régime nazi. Affecté par la situation politique il ne compose aucune œuvre pendant dix ans (1937-1947). En 1950 il devient professeur de piano à la Hochschule für Musik de Hambourg.

## Liste des œuvres
- An der Frühling pour violon et piano, op. 1 (1912)
- Am Gardasee, poème symphonique, op. 4 (1914 - détruit)
- 7 Bagatelles pour piano, op. 5
- 5 petites pièces pour piano, op. 6
- Fox Trot en ut (dédié à Ernst Krenek)
- Rondo pour orchestre, op. 9 (1918), créé par Arthur Nikisch
- Symphonie nº 1, op. 10 (dédié à Alban Berg) (1920)
- Sonate pour violon seul, op. 12 (dédié à Alma Moodie) (1921)
- Symphonie nº 2, op. 13 (dédié à Ernst Krenek) (1923)
- Der entsprungene Insel, opérette, op. 14 (1925)
- Concerto pour piano, op. 15 (1928)
- Ständchen, pour orchestre, op. 16 (1930)
- Quatuor à cordes, op. 17 (dédié à Emil Nolde) (1937)
- Concertino (Rhapsodie et Rondo) pour piano et orchestre, op. 18 (1946)
- Symphonie nº 3, op. 19 (1947 - jamais publié)
- Symphonie nº 4, op. 20 (dédié à Hans Schmidt-Isserstedt) (1951 - non publié)
- Capricci, op. 21 (1952 - non publié)
- Monogramme - eine kleine Serenade, op. 22 (1955 - non publié)